# Ondřej Macek (hudebník)
Ondřej Macek (* 12. prosince 1971 Praha) je český hudebník, cembalista, hudební vědec a badatel. Zaměřuje se především na hudbu barokního období a zejména pak na operní tvorbu období baroka. Od roku 1997 žije a působí na zámku v Českém Krumlově, kde se zabývá výzkumem a interpretací barokní opery.

## Vzdělání

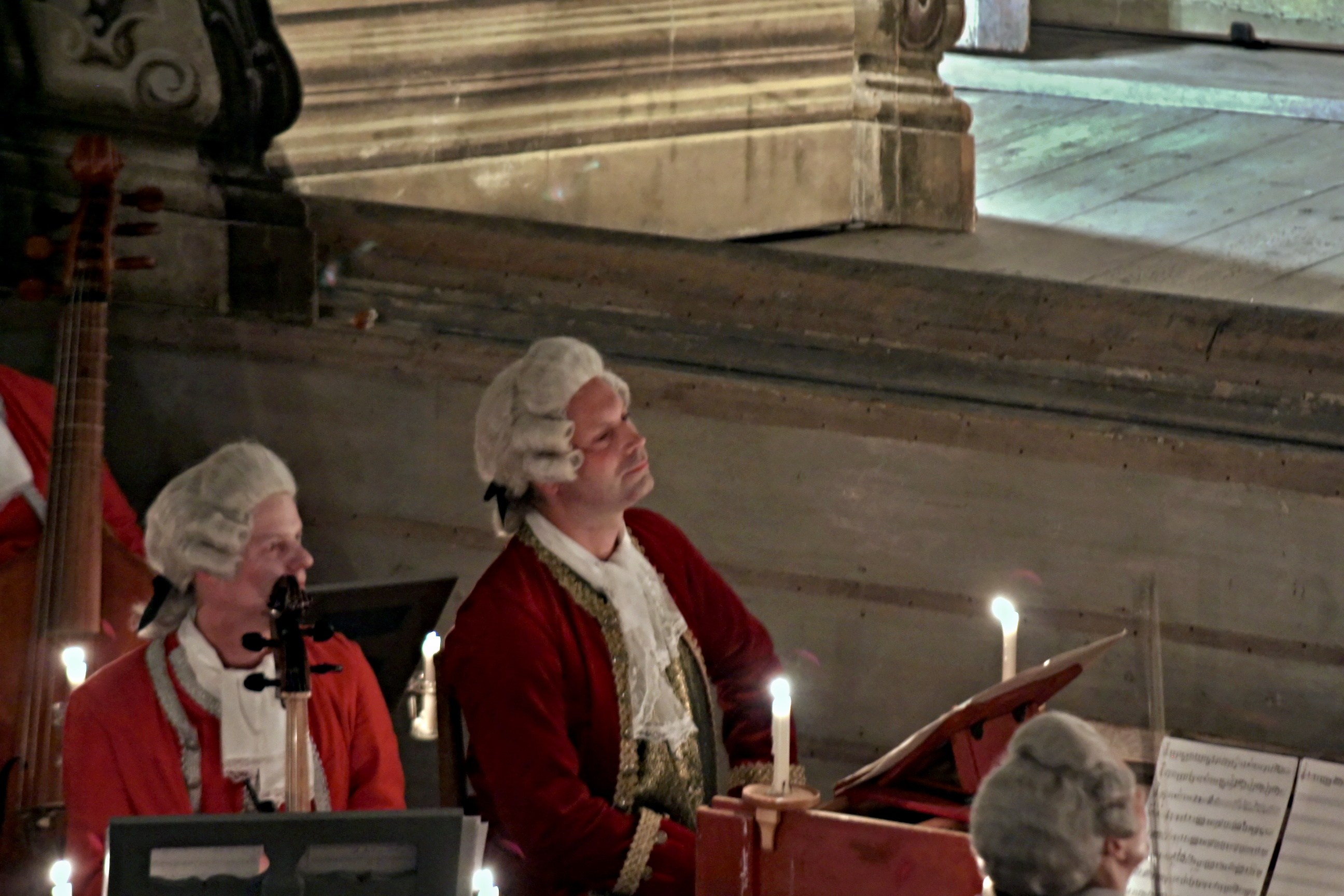
Ondřej Macek za cembalem, říjen 2017

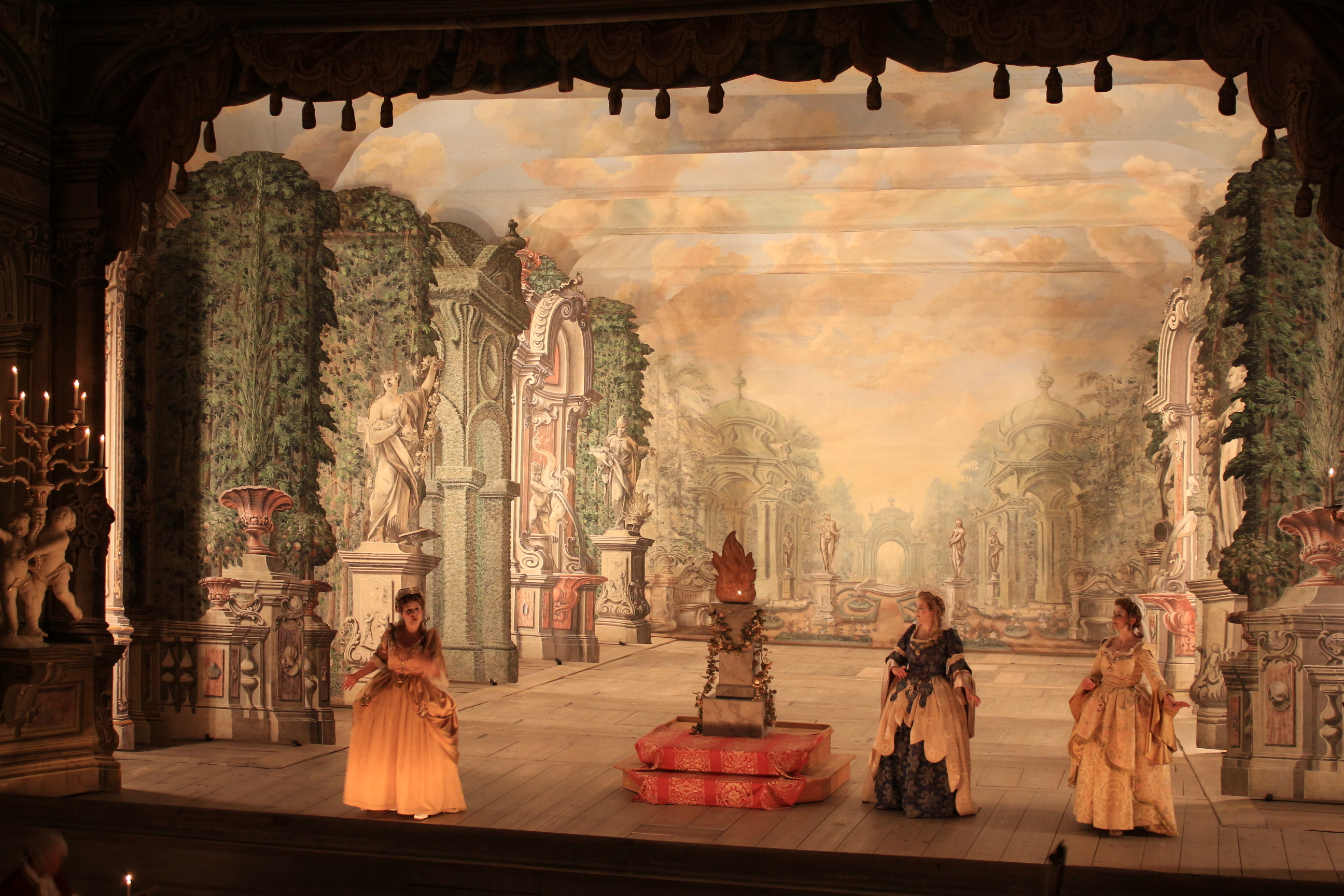
Představení opery Antonia Caldary "Il natale d’Augusto" v zámeckém barokním divadle v Českém Krumlově (říjen 2017)

Hře na klavír a základy skladebných nauk se učil nejprve u prof. Františka Kovaříčka. Později studoval hru na cembalo a umění generálbasu u izraelského cembalisty Shaleva Ad-El. Jako hráč ovládající hru basso continuo se účastnil zahraničních festivalů staré hudby, např. ve Francii (Printemps des Arts v Nantes, Rencontre Musical na zámku Villarceux u Paříže) či v Německu (Internationale Händel-Akademie v Karlsruhe).
Poté studoval hudební vědu na pražské Univerzitě Karlově, a na Masarykově univerzitě v Brně.

## Činnost
V roce 1991 založil soubor barokní hudby Cappella Accademica (dnes Hof-Musici), jehož je uměleckým vedoucím. Dnešní spíše příležitostný soubor Hofmusici je těleso, složené z řady vynikajících českých i zahraničních barokních umělců, kteří se scházejí při provádění barokních operních děl.
Kromě své badatelské a koncertní činnosti se také věnoval pedagogické činnosti, když v letech 1996-99 vyučoval komorní hru a praxi basso continuo a Akademii staré hudby na Masarykově univerzitě v Brně a v letech 2008–11 také vedl kursy barokní hudby na Církevní konzervatoři v Opavě.

## Hudební objevy

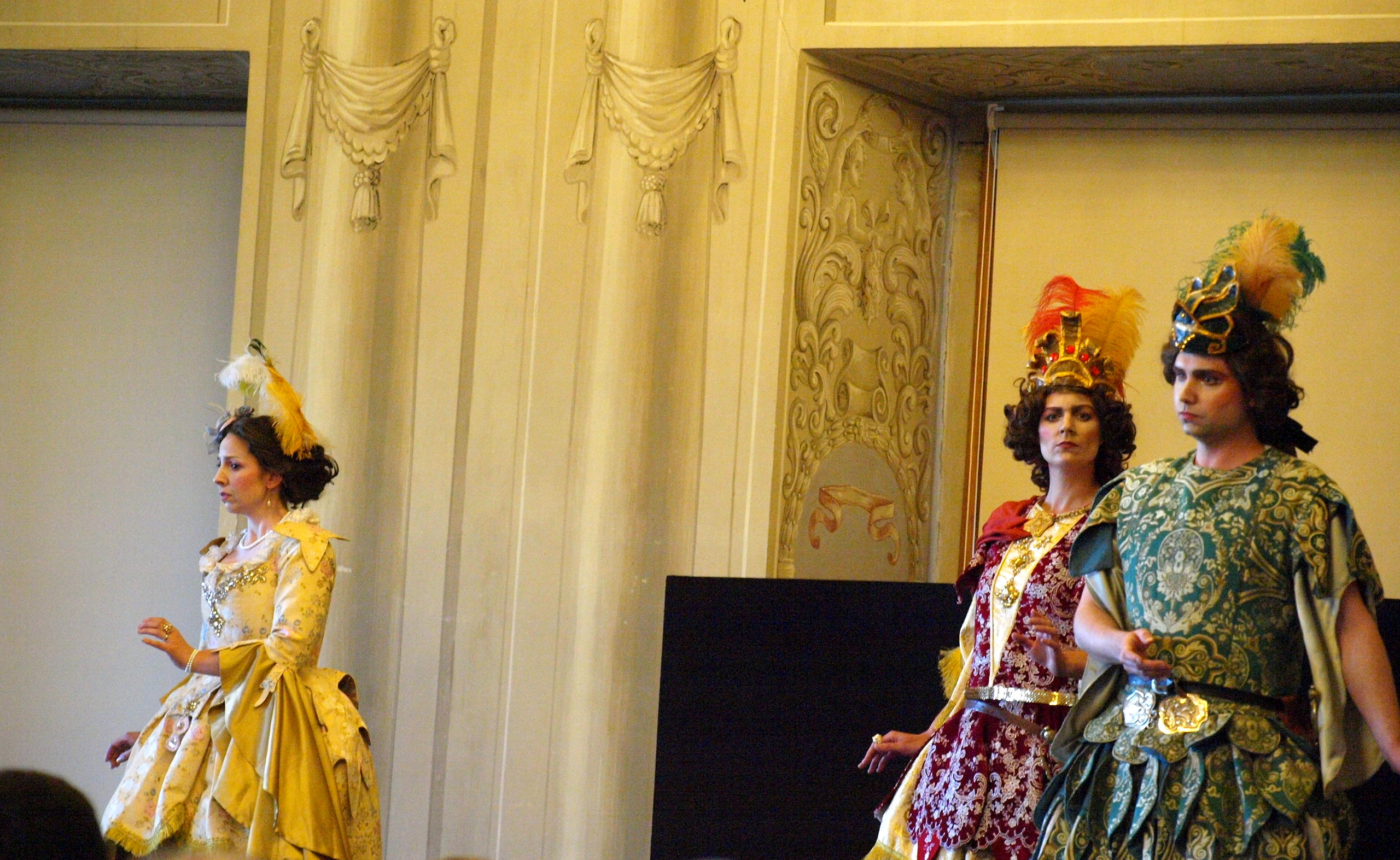
Koncertní provedení obnovené premiéry opery J. A. Hasseho "L'Ipermestra" v nastudování souboru Hof-Musici pod vedením Ondřeje Macka, Lobkovický palác na Pražském hradě, červen 2014

Mezi jeho nejvýznamnější počiny patří znovuobjevení některých barokních oper, které byly považovány za ztracené. Takto se nových premiér dočkaly například opery Argippo (původní premiéra 1730 v Praze, obnovená premiéra 2008, tamtéž) nebo L’Unione della Pace, e di Marte od Antonia Vivaldiho, či nejnověji opera seria Johanna Adolpha Hasseho, L'Ipermestra, jejíž obnovená premiéra se konala 7. června 2014 v Lobkovickém paláci na Pražském hradě ad. Další představení Ipermestry proběhnou tradičně v barokním zámeckém divadle v Českém Krumlově v září 2014.

## Diskografie
Ondřej Macek jako umělecký vedoucí s ansámblem Hof-Musici natočil několik DC a DVD s hudbou z období baroka:
- J. A. Hasse: Enea in Caonia (CD 2012, DVD 2013)
- A. Vivaldi: L’Unione della Pace, e di Marte (2012)
- Cantate Veneziane (2012)
- „Sonate que-me-veux-tu“ (2011)
- A. Vivaldi: Argippo (2009)